# Burla
Burla är en ort i Indien.   Den ligger i distriktet Sambalpur och delstaten Odisha, i den centrala delen av landet, 1 000 km sydost om huvudstaden New Delhi. Burla ligger 167 meter över havet och antalet invånare är 40 816.
Terrängen runt Burla är platt. Runt Burla är det tätbefolkat, med 331 invånare per kvadratkilometer. Närmaste större samhälle är Sambalpur, 11,7 km öster om Burla. Trakten runt Burla består till största delen av jordbruksmark.